# 圣贝阿
圣贝阿（法語：Saint-Béat，法語發音：[sɛ̃ bea]）是法国上加龙省的一个旧市镇，属于圣戈当区。2019年，圣贝阿与市镇莱兹合并为新市镇圣贝阿-莱兹。

## 地理
圣贝阿（42°54'52"N, 0°41'33"E）面积7.37 平方千米，位于法国奧克西塔尼大區上加龙省，该省份为法国西南部内陆省份，西南端与西班牙接壤，自此顺时针与上比利牛斯省、热尔省、塔恩-加龙省、塔恩省、奥德省和阿列日省接壤。
与圣贝阿接壤的市镇（或旧市镇、城区）包括：厄普、阿尔洛、布茨、莱兹、马里尼亚克。
圣贝阿的时区为UTC+01:00、UTC+02:00（夏令时）。

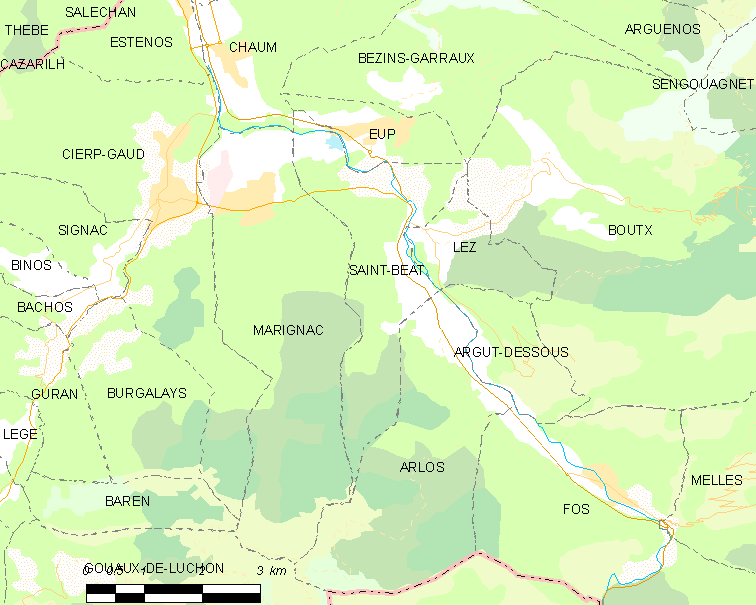
圣贝阿的OSM定位图

## 行政
圣贝阿的邮政编码为31440，INSEE市镇编码为31471。

## 政治
圣贝阿所属的省级选区为巴涅尔德吕雄县。

## 人口

1962-2008年间圣贝阿人口变化图示

圣贝阿于2015时的人口数量为367人。